# 青山遥 (AV女優)
青山 遥（あおやま はるか、1983年4月3日 - ）は、日本のAV女優。

## 略歴
2003年頃にAVデビュー。
2005年引退

## 作品

### アダルトビデオ

#### 撮りおろし作品
2003年
- ザ レズファイト3（9月19日、SODクリエイト）
- 団地妻 夫には言えない隠された欲望（9月30日、アテナ映像）
- 佐々木空・青山遥・加藤咲良の超高級（本）デート嬢（11月6日、SODクリエイト）
- 麗しの家庭教師 先生、おっぱいハミでちゃいそうっス （11月21日、V&Rプランニング）
- 素人ギャルズ [LEVEL A] Ver.15（11月28日、ジャパンホームビデオ）
- ドリームクリニック VOL.1（12月1日、MOODYZ）
- マダムレポート4 〜スケベな人妻でごめんなさい〜（12月1日、マルクス兄弟）
- Wet*Girl 3（12月4日、ドリームチケット）
- THE 巨乳銀行員（12月4日、ドリームチケット）
- 夜の治療院4 先生そこじゃないんです（12月6日、クリスタル映像）
- クイコミ!! 02（12月12日、プラチナソフト）
- 生中出し（12月19日、GLAY'z）

2004年
- ブリーディングクラブ 完全中出し受精3連発!! 受精ファイルNO.21（1月10日、プレステージ）
- The つまみぐい 他人の妻は蜜の味（1月15日、クリスタル映像）
- 癒しボイン（1月24日、プラチナソフト）
- OL裏勤務。不謹慎なサービス残業（1月24日、メディアステーション）
- 巨乳女を狩る。（1月23日、ケイ・エム・プロデュース）
- 痴女教官2（1月25日、イマージュ）
- 秒殺パイズリBody（2月1日、マルクス兄弟）
- チ○ポなぶりの虜になった私6 〜ニュースキャスター編〜 （2月5日、SODクリエイト）
- 愛人（2月15日、イマージュ）
- セールスレディ（2月24日、メディアステーション）
- 僕、専用。9号 HARUKA（2月27日、ゴーゴーズ）
- ま○この割れ目 喰い込みパンティ（3月1日、ワンズファクトリー）
- 彼女が巨乳（3月5日、オブテイン・フューチャー）
- DOSUKEBE Style 3（3月13日、クリスタル映像）
- 露出姉14 素人姉さん超発連続口撃ィ〜!!（3月19日、マックス・エー）
- 家庭教師でトライ!! 3（3月19日、シャイ企画）
- 巨乳人妻が癒してあげる!（3月19日、ケイ・エム・プロデュース）
- 奥様欲情日記 いやっ、主人にバレたら… そんな事言っても奥さん腰は動いてますよ（3月21日、アテナ映像）
- OLラヴァーズ（4月1日、マルクス兄弟）
- 水咲ありみ・青山遥の超高級（本）大人のパーティー（4月3日、SODクリエイト）
- 憧れ女子大生（4月8日、クリスタル映像）
- 酔うと淫乱になるキャンGALとやりたくないですか?（4月15日、ナチュラルハイ）
- キャバクラシンデレラ（4月15日、マルクス兄弟）
- 女教師の白い下着 3（4月15日、イマージュ）
- 街でウワサのデカパイ先生（4月30日、笠倉出版社）
- 全裸書道六段（5月3日、アイエナジー）
- 縄と巨乳と青山遥（6月1日、ワンズファクトリー）
- ラブデリ3（6月4日、アウダースジャパン）
- エリートボディー 3（6月20日、イマージュ）
- 行列の出来る無免許クリニック（6月27日、メディアステーション）
- 行列の出来るどすけべパーラー（7月18日、メディアステーション）
- 青山遥のイキッパ!（9月3日、グローリークエスト）
- 裏・人間●廃業 黒田将稔（9月17日、ジャパンホームビデオ）
- 人妻不法投棄（9月19日、メディアステーション）
- 犯尻（10月15日、ネクストイレブン）…
- バストバスター VOL.1（12月17日、U&K）
- 病みつきオナニー episode.1（12月17日、U&K）
- ヤリステ（12月20日、ネクストイレブン）
- 行列の出来る白衣の天使公衆便所　（12月26日、メディアステーション）

2005年
- 団地に棲む人妻たち13（1月15日、マドンナ）
- Ce麗舞の誘い 第3章（1月28日、U&K）
- 私は痴女 性欲旺盛（2月12日、クリスタル映像）
- 新・世にも巨乳な物語（3月1日、ケイ・エム・プロデュース）
- 顔面圧迫 4（3月4日、U&K）
- お姉さんが犯してあげる 30（3月12日、クリスタル映像）
- 超人気AV女優 青山はるか&吉野樹里のオムニバス（3月16日、素人倶楽部）
- めがねっ娘…。2（3月27日、メディアステーション）
- 恥辱肛門診察室 アナル処女徹底解剖フィルム NO.6（4月15日、プレステージ）
- アナルオナニー（5月1日、ブリット）
- 巨乳女狩り 21（5月14日、クリスタル映像）
- レズエステティシャン 2（5月20日、ネクストイレブン）
- 友達の母 23 〜禁断の性〜 全編誘惑（5月23日、マドンナ）
- 秘密 〜全寮制女子校のもう一つの授業〜（5月31日、マックス・エー）
- 若妻 午後のアルバイト 第1巻（6月11日、ラハイナ東海）
- 人気女優「青山遥」の過激裏ビデオ（7月1日、ロードアウトムービー）
- 寸止め10 生ごろしはヤメて（7月16日、クリスタル映像）
- 流出! 有名AV女優の乱交ハメ撮り（7月27日、エイチエス映像）
- パジャマっ娘…。（8月14日、メディアステーション）
- 青山遥の表に出せないビデオのDVD（8月17日、エイチエス映像）
- 童貞の僕がいとこの巨乳三姉妹の家に居候した。 パート3（9月8日、V&Rプロダクツ）
- 団地妻 生中出し 5（9月9日、TMA）
- 美女ア○ル恥辱診察室（9月10日、ラストラス）
- 夏生! ビキニギャルズ! 2（9月30日、ケイ・エム・プロデュース）
- 肛問販売員（12月19日、クロス）

2006年
- 爆乳W女教師（8月19日、デジMAX）
- 乳とろニクス 美乳、モロ出し姉ちゃん揉みたおし。VOL.4（12月19日、ZONE）

#### 総集編
2004年
- マルクス◆アニバーサリー NON STOP 4時間（5月1日、マルクス兄弟）
- 完全ノーカット本発射 フェラ抜き 巨乳編（5月24日、プレステージ）
- うまなみ。プレゼンツ2 巨乳お姉さん4時間（6月18日、ケイ・エム・プロデュース）
- 噂の巨乳OLお姉さん 裏サービス残業4時間（6月25日、メディアステーション）
- 女優大名鑑3（7月1日、ワンズファクトリー）
- 巨乳デカメロン記念日（7月8日、アイエナジー）
- 騎る Dynamite! 4時間SP（7月23日、シャイ企画）
- 15人の有閑マダム図鑑 NON STOP 4時間（8月1日、マルクス兄弟）
- まんぐり返し 乱れ 4時間（8月6日、GLAY'Z）
- お姉さんのオナニー（8月15日、メディアステーション）
- 巨乳×爆乳 GRANDPRIX SPECIAL 6（8月20日、クリスタル映像）
- 変態女FILE 完全版（8月27日、笠倉出版社）
- 超高級風俗特選街 （本）大人のパーティー （本）ピンサロ （本）デート嬢（9月9日、SODクリエイト）
- 強引なアナルの楽しみ方3（11月18日、アイエナジー）
- 熟女おもらし痴態6連発 13（12月15日、マドンナ）
- 2004年ナチュラルハイ作品集（12月16日、ナチュラルハイ）
- 12人のカリスマアイドル きれいなお姉さん2（12月24日、ケイ・エム・プロデュース）

2005年
- Erotic Eleven 1（1月1日、ワンズファクトリー）
- マルクス 極楽 パイズリ 女優20人 4時間（1月8日、マルクス兄弟）
- 巨乳 Dynamite! 4時間SP（1月21日、シャイ企画）
- ナイスボディお姉さん 4時間SPECIAL 7（1月21日、クリスタル映像）
- 痴熟女発情オナニー 14（2月15日、マドンナ）
- 綺麗なお姉さんにひたすらアナルを舐めさせるDVD（2月25日、笠倉出版社）
- GLAY'z 巨乳 Dynamite! 6時間2枚組（3月4日、GLAY'z）
- 月刊ナイスボディ増刊「フルボディ」 VOLUME03（4月15日、アリスJAPAN）
- 世にも巨乳な物語 4時間（4月29日、ケイ・エム・プロデュース）
- 悶絶奥様ノーカット30連発8時間（5月13日、マルクス兄弟）
- うまなみ。プレゼンツ5 巨乳人妻4時間（5月27日、ケイ・エム・プロデュース）
- 特A痴女アイドル Best4時間（6月17日、メディアステーション）
- お姉さんが犯してあげる 3時間スペシャル（7月22日、クリスタル映像）
- カリスマ女優 プライベートSEX 4時間（8月13日、マルクス兄弟）
- ナイスボディお姉さん 8時間100連発!!（8月19日、クリスタル映像）
- ONANIE FREAK（10月1日、ワンズファクトリー）
- 夏生! ビキニギャルズ! 4時間 〜ザーメンスコールSPECIAL〜（10月21日、ケイ・エム・プロデュース）
- 夜勤病棟40連発!! 4時間スペシャル（10月21日、クリスタル映像）
- 制服着たままFUCK 2（10月28日、TMA）
- 寸止めDX 3時間スペシャル（11月8日、クリスタル映像）
- 巨乳女狩り11（11月18日、クリスタル映像）
- 巨乳極乳 PREMIUM 4（11月25日、TMA）
- 素人ギャルズ [LEVEL A] the Best.3（11月25日、ジャパンホームビデオ）
- 私は痴女2 3時間DX（12月16日、クリスタル映像）

2006年
- 人妻 午後のアルバイト 総集編 第1巻（1月1日、ラハイナ東海）
- 巨乳8時間（1月13日、マルクス兄弟）
- 巨乳王（2月17日、ケイズワークス）
- ナース●ナース4時間（2月17日、メディアステーション）
- 巨乳祭典（3月1日、ワンズファクトリー）
- GOOD JOB! 〜働くお姉さんの淫らな午後〜（3月1日、ワンズファクトリー）
- 自慰王 4時間!! 25連発!! VOL.02（3月17日、ケイズワークス）
- 奥様欲情日記 4（6月22日、アテナ映像）
- 人気女優の過激裏ビデオデラックス（10月5日、ロードアウトムービー）

2007年
- CROSS 肛門 ベストコレクション（6月19日、クロス）
- オナニー ベストコンプリート.2 上巻（6月29日、U&K）
- 極選! 巨乳 極乳 セレクション 4時間（10月26日、ケイ・エム・プロデュース）

2008年
- THE 巨乳銀行員×THE 4時間（1月16日、ドリームチケット）

### オリジナルビデオ
- 美乳! 潮吹き! OLの性体験（2004年10月22日、日本メディアサプライ）
- Office Lovers（2005年3月18日、日本メディアサプライ）

### ピンク映画
- 「お色気女将　みだら開き」(2012年6月8日公開、オーピー映画）・・・監督：竹洞哲也